# Imploding the Mirage
Imploding the Mirage —en español «Volando por los aires el Mirage (Famoso casino de Las Vegas)»— es el sexto álbum de estudio de la banda de rock estadounidense, The Killers. Fue anunciado por Island Records el 29 de mayo de 2020.  Se lanzó al mercado el 21 de agosto de 2020 por las disqueras Island Records y EMI Records.
Su primer sencillo, titulado «Caution» fue lanzado el 12 de marzo de 2020. La canción de gratificación «Fire in Bone», fue lanzada el 24 de abril de 2020, como el segundo sencillo,  el tercer sencillo «My Own Soul's Warning», se publicó el 17 de junio de 2020, el cuarto sencillo «Dying Breed» fue lanzado el 14 de agosto de 2020.
La banda iniciará una gira mundial para promocionar el álbum, sin embargo la venta de boletos se ha retrasado debido a la pandemia de coronavirus de 2019-2020.

## Antecedentes
La banda anunció formalmente el álbum a los medios de comunicación el 15 de noviembre de 2019. El vocalista, Brandon Flores dijo a la revista NME que la banda fue a Utah a grabar una parte del álbum ya que fue ahí donde Flowers «se enamoró de la música por primera vez», agregando que «fue interesante estar ahí de nuevo y escuchar algo de esa música con la geografía que coincide con la sensación. Algunas de esas cosas están comenzando a resurgir y mucho de eso tuvo que ver con la música de sintetizador. Esa siempre fue una parte de nuestro ADN pero definitivamente está aumentando».
La portada del álbum es Dance of the Wind and Storm de Thomas Blackshear.

## Grabación
Imploding the Mirage se grabó en varias locaciones, incluyendo las ciudades de Los Ángeles, Las Vegas y Park City, Utah, y fue producido por el productor canadiense Shawn Everett, y Jonathan Rado de la banda Foxygen. También incluye contribuciones de Lindsey Buckingham («Caution)»), K.d. lang («Lightning Fields»), Weyes Blood («My God»), Adam Granduciel de The War on Drugs, Blake Mills y Lucius.

## Promoción

### Presentaciones en vivo
The Killers interpretó temas del álbum en vivo para CBS This Morning, The Ellen DeGeneres Show, Jimmy Kimmel Live! y The Tonight Show Starring Jimmy Fallon.

### Sencillos
El primer sencillo «Caution» fue lanzado el 12 de marzo de 2020 y alcanzó el número 1 en las listas de canciones alternativas de Billboard y Rock Airplay.

## Recepción
El álbum, Imploding the Mirade ha recibido por lo general buenas críticas; de hecho, Metacritic le ha otorgado buenas puntuaciones al álbum, un 76 de 100. 

## Lista de canciones
El álbum cuenta con 10 pistas. Adaptado de Apple Music y la cuenta de Twitter de la banda.
| N.º | Título                              | Duración |  |
| 1.  | «My Own Soul’s Warning»             | 4:34     |  |
| 2.  | «Blowback»                          | 3:59     |  |
| 3.  | «Dying Breed»                       | 4:06     |  |
| 4.  | «Caution»                           | 4:29     |  |
| 5.  | «Lightning Fields» (con K. D. Lang) | 4:18     |  |
| 6.  | «Fire In Bone»                      | 3:53     |  |
| 7.  | «Running Towards a Place»           | 4:13     |  |
| 8.  | «My God» (con Weyes Blood)          | 3:38     |  |
| 9.  | «When the Dreams Run Dry»           | 4:42     |  |
| 10. | «Imploding the Mirage»              | 4:08     |  |